# Ervín Hoida

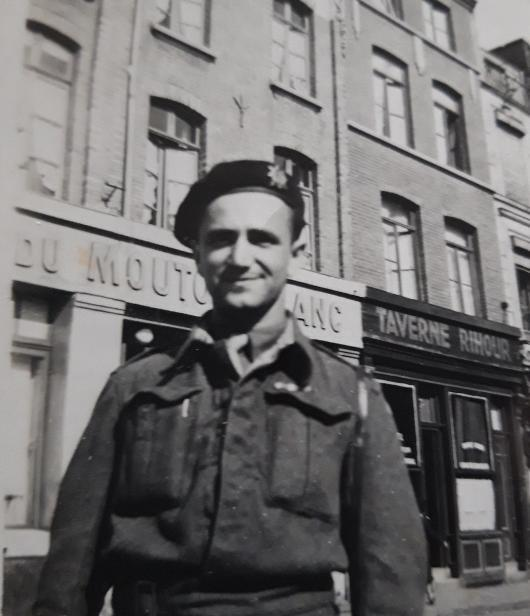
Ervín Hoida během II. světové války jako voják ve Francii

Ervín Hoida (30. listopadu 1918 – 14. února 2024) byl poslední přeživší československý veterán z bitvy o Francii. 

## Život
Ervín Hoida se narodil krátce po konci první světové války v Ostravě do židovské rodiny 30. listopadu 1918. Ervínův otec Ferdinand si byl vědom nacistické hrozby a pokusil se dostat rodinu do Dominikánské republiky. Kvůli německému vpádu do českých zemí se ale povedla získat jen měsíční víza k pobytu v Itálii. Dvacetiletý Ervín Hoida se tedy se svými dvěma staršími bratry Waltrem a Brunem a jejich manželkami vydal přes Rakousko do Itálie, odkud se jim ilegálně podařilo dostat se do Francie. Ervín jako jeden z prvních dobrovolníků vstoupil v listopadu 1939 do československé armády. Po porážce Francie se shledal se svými bratry v jihofrancouzském městě Sète, kde se jejich cesty rozdělily. Zatímco Walter válku přečkal se ženou na farmě a v nedalekém klášteře v jedné vesnici na jihu Francie, Bruna, který se snažil dostat za manželkou k francouzsko-španělským hranicím, zatklo gestapo a poslalo coby československého uprchlíka na nucené práce. Ervín se na egyptské uhelné lodi dostal do Anglie, kde sloužil ve stejné jednotce jako Jozef Gabčík a Jan Kubiš, kteří v roce 1942 provedli úspěšný atentát na Reinharda Heydricha. V Anglii se rovněž seznámil se svou budoucí manželkou Isabel. Od října 1944 do května 1945 se zúčastnil obléhání přístavu Dunkerque. Po válce žil s manželkou v Československu. Ta se ale brzy kvůli neznalosti češtiny vrátila do Spojeného království. Ervín Hoida dostal povolení ji navštívit a v červnu 1948 získal britské občanství. Kdyby dle jeho slov nebylo komunistického režimu, zůstal by v Československu. Ervín Hoida zemřel 14. února 2024 ve věku 105 let jako jeden z posledních pěti československých účastníků západní fronty během druhé světové války.

## Seznam vyznamenání

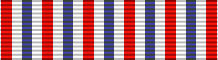
Československý válečný kříž 1939

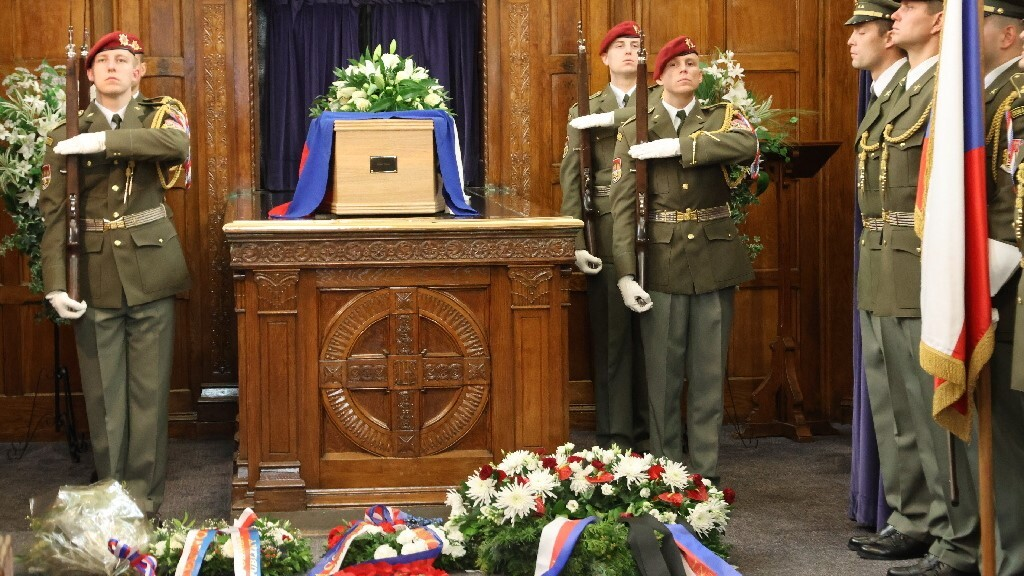
Momentka z posledního rozloučení s majorem Ervínem Hoidou ve Velké Británii (2024)

Pamětní medaile československé armády v zahraničí
Hvězda 1939–1945 (1939–1945 Star)

Hvězda 1939–1945 (britské vyznamenání)

Československá medaile za zásluhy (poválečné vyznamenání) 
Britská medaile Za obranu (Defence medal)

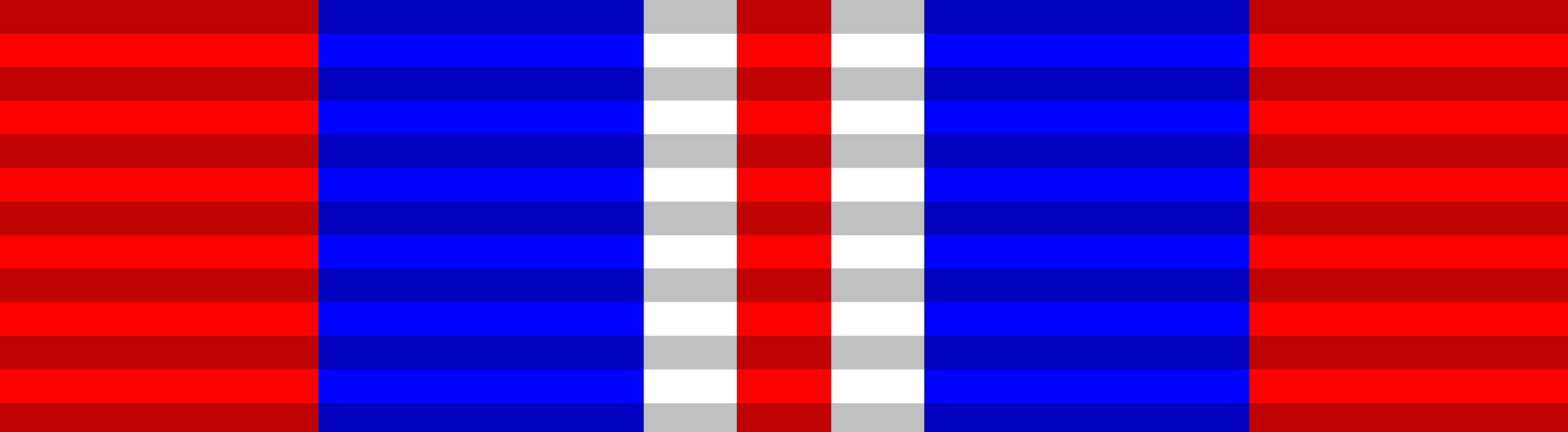
Válečná medaile 1939–1945 (britské vyznamenání)

Válečná medaile 1939–1945 (War medal 1939–1945)

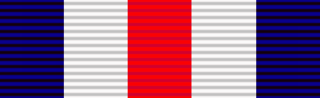
Hvězda za Francii a Německo (britské vyznamenání)

Britská medaile Za obranu

Československá medaile za zásluhy

90. léta - Od prezidenta Václava Havla povýšen na hodnost majora.   
2021 - Pamětní medaile 100 let ČsOL
2023 - Při příležitosti 30. výročí vzniku Armády ČR - Kříž obrany státu.
2023 - Pamětní medaile k 75. výročí konce druhé světové války. (předala velvyslankyně Marie Chatardová ve Velké Británii).  

## Úmrtí a pohřeb
Ervín Hoida zemřel ve spánku 14.2.2024 v britském Wirralu. Jeho posledním přáním bylo umístění české vlajky na jeho rakev. 
Pohřeb se konal s vojenskými poctami britské a české armády na hřbitově v Landicanu 15. března 2024.

Památku Ervína Hoidy uctila velvyslankyně České republiky ve Spojeném království Marie Chatardová, náčelník Vojenské kanceláře prezidenta republiky generálmajor Radek Hasala, přidělenec obrany v Londýně brigádní generál Vratislav Beran, ředitel Vojenského historického ústavu Praha brigádní generál Aleš Knížek, velitel Posádkového velitelství Praha plk. gšt. Radek Šíba, ředitel Odboru pro válečné veterány a válečné hroby plk. Robert Speychal a další smuteční hosté pohřbu. 
1. ↑   Zemřel poslední z hrdinů. Válečný veterán, který znal osobně Kubiše a Gabčíka. reportermagazin.cz [online]. [cit. 2025-04-01]. Dostupné online.
2. ↑  KLŮC, Jiří. Zemřel poslední z hrdinů. Válečný veterán, který znal osobně Kubiše a Gabčíka. reportermagazin.cz [online]. 2024-02-15 [cit. 2024-05-07]. Dostupné online.
3. ↑  ČTK, ag. Za druhé světové války bojoval na západní frontě, byl u obléhání Dunkerku. Ervín Hoida zemřel ve věku 105 let. ČT24.cz [online]. 2024-02-15 [cit. 2024-05-07]. Dostupné online.
4. ↑  ČTK. Zemřel veterán druhé světové války Ervín Hoida, bylo mu 105 let. Seznam zprávy.cz [online]. 2024-02-14 [cit. 2024-05-11]. Dostupné online.
5. ↑   Jsem rád, že jsem pomáhal, vzpomíná veterán na druhou světovou válku. Jeho jednotka bojovala i u Dunkerku. ct24.ceskatelevize.cz [online]. [cit. 2025-04-01]. Dostupné online.
6. ↑   Poslední rozloučení s nejstarším čs. válečným veteránem Ervínem Hoidou [online]. 2024-03-17 [cit. 2025-04-01]. Dostupné online. (anglicky)

### Literatura

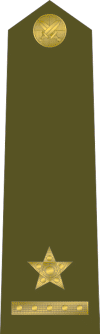
mjr. Ervín Hoida po povýšení do této hodnosti

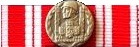
Pamětní medaile 100 let ČsOL (2021)

Kříž obrany státu (2023)